# カルステン・ラキース
カルステン・ラキース（Carsten Lakies、 1971年1月8日 - ）は、ドイツ・ヘッセン州カッセル出身の元プロサッカー選手、サッカー指導者。現役時代のポジションは、フォワード。

## 来歴
現役時代はバイエルン・ミュンヘン、ヘルタ・ベルリン、カールスルーエSCなどでプレー。2007年からはKSVバウナタールで選手を兼任してアシスタントコーチを務め、同年限りで現役を引退した。
SVGゲッティンゲン07、FSCローフェルデンでコーチを歴任し、2014年6月より、マルコ・ペッツァイオリが監督に就任した日本のJリーグ・セレッソ大阪のヘッドコーチに就任。同年9月、ペッツァイオリの退任に伴い、C大阪との契約を解除し退任した。

## クラブ歴
- 1989年 - 1992年  KSVヘッセン・カッセル
- 1992年 - 1993年  FSVフランクフルト
- 1993年 - 1996年  SVダルムシュタット98
- 1996年 - 1997年  FCバイエルン・ミュンヘン
- 1997年 - 1998年  ヘルタ・ベルリン
- 1998年 - 1999年  SVヴァルトホーフ・マンハイム
- 1999年 - 2000年  カールスルーエSC
- 2000年 - 2001年  ケムニッツFC
- 2002年 - 2003年  SVダルムシュタット98
- 2003年  1.SCフォイヒト
- 2003年 - 2004年  シュトゥットガルト・キッカーズ
- 2004年 - 2007年  OSCフェルマー
- 2007年 - 2008年  SVバウナタール

## 指導歴
- 2007年 - 2010年  KSVバウナタール
  - 2007年 アシスタントコーチ（選手兼任）
  - 2008年 - 2010年 コーチ
- 2010年 - 2011年  SVGゲッティンゲン07 コーチ
- 2011年 - 2013年  FSCローフェルデン コーチ
- 2014年6月 - 9月  セレッソ大阪 ヘッドコーチ